# Eupterodactyloidea
Eupterodactyloidea is de naam die gegeven is aan een bepaalde veronderstelde natuurlijke groep uitgestorven pterosauriërs binnen de Pterodactyloidea gebaseerd op een bepaald gedeeld nieuw kenmerk. Moderne gegevens wijzen erop dat deze natuurlijke groep in feite niet bestaat.
In het begin van de jaren negentig vond de Amerikaanse paleontoloog Stephen Christopher Bennett als uitkomst van zijn kladistische analyses dat verschillende groepen Pterodactyloidea, namelijk de Pteranodontidae, de Nyctosauridae, de Azhdarchidae en de Dsungaripteridae, samen binnen de Pterodactyloidea een kleinere klade zouden vormen, een monofyletische afstammingsgroep of natuurlijke groep, dus bestaande uit alle afstammelingen van een bepaalde laatste gemeenschappelijke voorouder. Een synapomorfie, gedeeld nieuw kenmerk, van deze klade zou het bezit zijn van een speciale inrichting van de schoudergordel, waarbij het schouderblad gedraaid was om contact te maken met een notarium, een vergroeiing van de voorste ruggenwervels, om zo de borstkas te ontlasten door de druk die de grote vleugels van deze groepen op het schouderblad uitoefenen af te voeren.
In 1994 benoemde Bennett deze groep formeel als de infraorde Eupterodactyloidea, de 'ware pterodactyloïden'. Meteen gaf hij echter ook een definitie als klade: 'die klade pterodactyloïden die de synapomorfie deelt dat het schouderblad geroteerd is, zodanig dat het achterste/middelste uiteinde de ruggengraat nadert'. Bennett zag dit kenmerk als een belangrijke evolutionaire doorbraak die het pterosauriërs mogelijk gemaakt zou hebben om een veel aanzienlijker grootte te bereiken. Wegens het gespecialiseerde karakter ervan achtte hij het onwaarschijnlijk dat deze innovatie zich verschillende malen onafhankelijk zou hebben voorgedaan. Andere eigenschappen die hij als  oorspronkelijk voor de groep zag, waren: een schroefgewricht van de onderkaak, samengroeiing van atlas en axis, hoge doornuitsteeksels op de halswervels, een nek die verstijfd was door exapofysen, het bezit van pneumatische foramina naast het ruggenmergkanaal, een notarium bestaande uit minstens drie vergroeide ruggenwervels en ribben, en een recht opperarmbeen. In Bennetts interpretatie zouden vele eupterodactyloïden een aantal van deze eigenschappen weer verloren moeten hebben.
Eupterodactyloidea zou het zustertaxon zijn geweest van Gallodactylus.
Bennetts indeling was al in strijd geweest met eerdere analyses; ook alle latere analyses zouden een andere uitkomst hebben waarin de vermeende synapomorfie van het gedraaide schouderblad een geval bleek te zijn van convergente evolutie en dus een homoplasie. Het begrip Eupterodactyloidea is daarom in onbruik geraakt. Weliswaar is er een klade gevonden door Alexander Kellner die materieel, dus wat betreft de ingesloten soorten, met de Eupterodactyloidea overeenkomt: de Dsungaripteroidea, maar die is gedefinieerd op basis van verankerende soorten, niet vanuit een synapomorfie.